# Elettaria ensal
Elettaria ensal är en enhjärtbladig växtart som först beskrevs av Joseph Gaertner, och fick sitt nu gällande namn av Abeyw. Elettaria ensal ingår i släktet Elettaria och familjen Zingiberaceae. Inga underarter finns listade i Catalogue of Life.